# Black Sabbath (sang)
"Black Sabbath" er en sang af det britiske heavy metal-band Black Sabbath. Den blev skrevet i 1969 og udgivet på bandets debutalbum, Black Sabbath.
| Musik | Spire Denne musikartikel er en spire som bør udbygges. Du er velkommen til at hjælpe Wikipedia ved at udvide den. |